# Lentinan
Lentinan ist eine aus dem Shiitake-Pilz (Lentinula edodes) isolierte Substanz.
Chemisch gesehen handelt es sich um ein Glucan, wobei auf je fünf geradkettig β-1,3-glycosidisch verknüpfte Monomere zwei β-1,6-glycosidische Verzweigungen kommen. Die Molmasse der Polymere liegt zwischen 400.000 und 800.000 Dalton.
Lentinan soll immunmodulierend und antineoplastisch wirken, es gibt wenige toxikologische Daten. In Japan wird seit 2000 eine Lentinan-haltige Infusionszubereitung zur adjuvanten Krebstherapie vermarktet.